# Hà Nội 12 mùa hoa
"Hà Nội 12 mùa hoa" là một bài hát do nhạc sĩ Giáng Son sáng tác năm 2012. Ca khúc đã được Trung tâm Thúy Nga mua lại và nữ ca sĩ Thu Phương thể hiện lần đầu trong chương trình Paris by Night số 110 "Phát lộc đầu năm", phát hành năm 2014. Với nội dung nói về sự chuyển giao giữa các mùa trong năm ở Hà Nội, bài hát sau khi ra mắt đã có được sự đón nhận từ giới mộ điệu và trở thành một bản hit của Giáng Son, cũng như được nhiều ca sĩ khác nhau thể hiện lại.

## Sáng tác và biểu diễn
Ca khúc được sáng tác bởi Giáng Son lần đầu vào năm 2012, nói về sự chuyển giao bốn mùa ở Hà Nội trong một năm. Nữ nhạc sĩ từng ấp ủ ý tưởng về sáng tác cả chục năm trước khi chắt lọc ca từ để viết ra bản nhạc đầu tiên chỉ trong vòng 2 tiếng. Cô quan sát và lấy 12 loài hoa tiêu biểu ứng cho 12 tháng để đưa vào làm lời nhạc, qua đó ca ngợi nét văn hóa của người Hà Nội. 12 loài hoa trong lời bài hát lần lượt gồm hoa đào, hoa ban, hoa sưa, hoa loa kèn, hoa phượng đỏ, hoa sen, hoa sấu, hoa xoan, hoa sữa, hoa cúc, hoa thạch thảo và hoa cải vàng.
"Hà Nội 12 mùa hoa" đã được trung tâm Thúy Nga mua lại, dù ban đầu hãng muốn tìm một sáng tác nói về mùa xuân, và giao cho nữ ca sĩ Thu Phương hát. Thu Phương sau đó đã liên lạc với Giáng Son, ngỏ ý muốn thêm 4 câu tại phần cuối của điệp khúc nhằm tăng độ cao trào cho bài hát. Thành phẩm cuối cùng do Thu Phương thể hiện được đưa vào chương trình Paris by Night số 110 "Phát lộc đầu năm" phát hành ngày 24 tháng 1 năm 2014; đây cũng là lần ra mắt đầu tiên của ca khúc.
Từng có nhiều nghệ sĩ thể hiện bài hát ở nhiều sự kiện lớn nhỏ khác nhau, nổi bật gồm Thu Phương, Phạm Thu Hà, violist Trịnh Minh Hiền, v.v.. Tại Lễ hội Ca nhạc Truyền hình Châu Á – Thái Bình Dương năm 2020, Dương Hoàng Yến đã biểu diễn ca khúc trong bộ áo dài của mình; cô là đại diện duy nhất từ Việt Nam được cử đi dự nhạc hội năm này. Ở một số của chương trình âm nhạc Xuân hạ thu đông rồi lại xuân phát sóng trên HTV, hai ca sĩ Hòa Minzy và Anh Tú cùng nhau thể hiện sáng tác. Cả ba ca sĩ Thu Phương, Bằng Kiều và Lệ Quyên đã trình bày "Hà Nội 12 mùa hoa" trong một tiết mục của buổi hòa nhạc "Chuyện lạ" tổ chức năm 2021.
Vào năm 2017, nhân dịp ngày Giải phóng Thủ đô, nam ca sĩ Phan Trung Kiên đã cho ra mắt video âm nhạc bài hát sau khi giành cúp Vàng Liên hoan âm nhạc Châu Á – Thái Bình Dương 2017 tổ chức tại Hồng Kông, với sự hỗ trợ của nhạc sĩ Giáng Son. Anh cho biết ca khúc được hát theo lối bán cổ điển trong MV, mà anh nói rằng sẽ giúp đưa phong cách âm nhạc opera tới gần hơn khán giả Việt Nam. Cùng năm này, một MV khác của ca khúc do Thu Phương thể hiện cũng được phát sóng trong chương trình MV+ của Đài Truyền hình Việt Nam.
Ca khúc từng được đưa vào album thứ hai của ca sĩ Khánh Ly năm 2015 Mùa lá đi qua, trong đó cô trình bày hai sáng tác của Giáng Son "Hà Nội 12 mùa hoa" và "Ngày vừa chớp mắt". Năm 2023, "Hà Nội 12 mùa hoa" xuất hiện tại album Khi cello hát của cellist Hạ Miên, ngoài ra được liệt kê trong album thứ ba của Giáng Son Sing my Sol ở vị trí thứ 8.

## Tiếp nhận
Tại thời điểm ra mắt, "Hà Nội 12 mùa hoa" đã thu về sự đón nhận nồng nhiệt từ những người yêu nhạc. Thu Phương, Dương Hoàng Yến được công nhận là những nghệ sĩ tiêu biểu thể hiện thành công tinh thần bài hát. Đây cũng là một bản hit trong sự nghiệp sáng tác âm nhạc của Giáng Son.

### Đánh giá chuyên môn
Nhạc sĩ kiêm nhà phê bình âm nhạc Nguyễn Quang Long, viết cho báo Quân đội nhân dân vào năm 2016, cho biết ông đã nghe đi nghe lại ca khúc nhiều lần, nhận xét Giáng Son sử dụng phương pháp đảo lời trong phần điệp khúc của bài hát khi viết rõ từng tháng ở đầu năm nhưng đảo tên tháng sang các tháng kế tiếp và những tháng cuối năm thì không còn được đưa vào. Ông cũng đánh giá giọng hát Thu Phương đã giãi bày chính tâm tư của cô qua lời hát và khiến câu kết của bản nhạc "thêm nồng nàn, khắc khoải". Tại một cuộc phỏng vấn với kênh Truyền hình Nhân Dân sau đó năm 2018, nhà phê bình đã coi đây là bài hát "đặc biệt" bởi sở hữu phần ca từ "đơn giản" và giai điệu "dễ nghe", mà ông cho là xu hướng mới trong các sáng tác của Giáng Son nhằm đến gần hơn với khán giả. Nhạc sĩ Trương Ngọc Ninh cũng bình luận bài hát có cấu trúc "gọn gàng", giai điệu "bắt tai" và lời nhạc "ngắn gọn", nội dung "súc tích"; ghi nhận đây là một thành công rất lớn của Giáng Son viết về Hà Nội.
Trong một bài viết trên tờ Hànộimới, tác giả Lê Phúc Hỷ đã khen ngợi bài hát khi giúp "phố phường Hà Nội rực rỡ sắc hoa hiện lên sống động [...] như một bức tranh "thập nhị bình" với nét truyền thống và hiện đại đan xen, nồng nàn và uyển chuyển", đồng thời dành những lời khen cho nhạc sĩ Giáng Son khi dẫn dắt người nghe vào 12 tháng trong năm tại Hà Nội một cách "tài tình [...] trong một giai điệu gần gũi, nhẹ nhàng, trữ tình và thấm đậm âm hưởng dân gian" và cho biết câu kết của ca khúc đã nói lên nỗi lòng, tình cảm người Hà Nội đối với thiên nhiên, sự hòa bình và nét đẹp của thành phố.

## Trong văn hóa đại chúng
Vào năm 2017, tại buổi ra mắt phim Cô Ba Sài Gòn ở Mỹ, nhà thiết kế Thủy Nguyễn đã giới thiệu bộ sưu tập thời trang của cô theo phong cách truyền thống Việt Nam; cô cho biết bộ sưu tập được lên ý tưởng từ ca khúc và các hình ảnh quen thuộc thường ngày của người con gái Việt. Năm 2020 trong chương trình "Ngày hội Văn hóa ASEAN – Giao lưu Văn hóa nghệ thuật các nước ASEAN mở rộng", nhà thiết kế Đỗ Trịnh Hoài Nam, đại diện cho công ty thời trang Sen Vàng, cho ra mắt bộ sưu tập "Hà Nội 12 mùa hoa" mà ông lấy cảm hứng từ bài hát cùng tên. Năm 2025, nhà thiết kế Hoàng Ly đã giới thiệu bộ sưu tập "12 mùa hoa Hà Nội" tại chương trình thời trang "Di sản Hà Nội", trong khuôn khổ Lễ hội Du lịch Hà Nội do Sở Du lịch Hà Nội phối hợp Câu lạc bộ Văn hóa áo dài Việt Nam tổ chức.
Ngày 26 tháng 4 năm 2024, Bộ Thông tin – Truyền thông cùng Tổng công ty Bưu điện Việt Nam đã phát hành chuỗi tem với chủ đề "Hà Nội 12 mùa hoa", lấy cảm hứng từ sáng tác cùng tên của Giáng Son. Ấn phẩm gồm bốn bộ tem tổng cộng theo bốn mùa hoa khác nhau, do họa sĩ Nguyễn Quang Vinh sáng tạo và thiết kế. Ca khúc cũng là điểm nhấn cho Festival Thu Hà Nội tổ chức vào tháng 6 cùng năm, nhân kỷ niệm 70 năm ngày chính quyền Tiếp quản Thủ đô Hà Nội.